# Karl Clark (chimiste)
Pour les articles homonymes, voir Karl Clark et Clark.
Karl Adolf Clark, né le 20 octobre 1888 à Georgetown en Ontario et décédé le 7 décembre 1966, était un chimiste et un chercheur sur le sable bitumineux canadien. Il est connu pour avoir perfectionner un processus qui utilise de l'eau chaude et des réactifs pour séparer le pétrole des sables bitumineux,,.

## Biographie
Karl Adolf Clark est né le 20 octobre 1888 à Georgetown en Ontario. Il a été diplômé d'un baccalauréat universitaire de l'Université McMaster avant d'obtenir un doctorat en chimie de l'Université de l'Illinois.
En 1915, il a commencé à travailler pour la Commission géologique du Canada où se développa son intérêt pour le sable bitumineux. En 1920, il déménagea à Edmonton en Alberta. Il joignit l'Université de l'Alberta et fut l'un des précurseurs de l'Alberta Research Council où il commença à expérimenter la séparation du pétrole des sables bitumineux de l'Athabasca dans le Nord-Est de la province.
Il a d'abord construit un prototype d'usine de séparation dans le sous-sol de la centrale électrique de l'université, puis, une plus grange usine à l'extérieur d'Edmonton. En 1929, l'Alberta Research Council a obtenu un brevet pour le processus qu'il a développé. Par la suite, d'autres tests furent effectués à l'extérieur de Fort McMurray.
En 1954, il prit sa retraite de l'Université de l'Alberta, mais il continua à conseiller l'industrie des sables bitumineux en développement. Il continua à faire des recherches pour l'Alberta Research Council jusqu'en 1963. En décéda en 1966.